# Willkawain (Ort)
Willkawain, alternative Schreibweise: Wilcahuain, ist eine Ortschaft im Distrikt Independencia in der Provinz Huaraz in der Region Ancash im Westen von Peru. Gemeinsam mit dem Nachbarort Paria besitzt Willkawain 2124 Einwohner (Stand 2017).

## Lage
Willkawain liegt ca. 6 km nordöstlich von Huaraz am Fuße der weiter östlich gelegenen Cordillera Blanca auf einer Höhe von 3350 m.

## Verkehrsverbindungen
- Ein Fahrweg führt von Huaraz durch den Ort bis in Hochgebirge.
- Ein Fußweg führt hinab nach Monterrey (ca. 4 km).

## Sehenswürdigkeiten
Am Ortsrand oberhalb des Friedhofs liegt der Tempel Willkawayin.